# Pinaconota castroi
Pinaconota castroi är en kackerlacksart som beskrevs av Rocha e Silva och Guilherme A.M.Lopes 1976. Pinaconota castroi ingår i släktet Pinaconota och familjen jättekackerlackor. Inga underarter finns listade i Catalogue of Life.